# 벨기에 왕자빈 클레어
벨기에 왕자빈 클레어(Princess Claire of Belgium, 1974년 1월 18일 ~ )는 영국-벨기에의 토지 측량사이다. 그녀는 2003년부터 로랑 왕자와 결혼했으며 벨기에 왕 필리프의 제수이다.